# Bellyache
Bellyache är en låt framförd av den amerikanska sångerskan Billie Eilish. Låten skrevs av Eilish och hennes bror Finneas O'Connell. Den återfinns på albumet Don't Smile at Me.
Låten har streamats över 607 miljoner gånger på Spotify.

## Musikvideon
Låtens musikvideo laddades upp på YouTube den 22 mars 2017 och hade visats över 545 miljoner gånger den 11 december 2021.